# (524457) 2002 FW6
2002 FW6, também escrito como 2002 FW6, é um objeto transnetuniano que está localizado no Cinturão de Kuiper, uma região do Sistema Solar. Este corpo celeste está em uma ressonância orbital de 3:4 com o planeta Netuno. Ele possui uma magnitude absoluta de 8,2 e tem um diâmetro estimado com cerca de 106 km.

## Descoberta
2002 FW6 foi descoberto no dia 20 de março de 2002 pelos astrônomos B. Gladman, J. J. Kavelaars e A. Doressoundiram.

## Órbita
A órbita de 2002 FW6 tem uma excentricidade de 0,117 e possui um semieixo maior de 36,495 UA. O seu periélio leva o mesmo a uma distância de 32,218 UA em relação ao Sol e seu afélio a 40,772 UA.